# Radar Ocean Reconnaissance Satellite
US-A (acronyme du russe Oupravliaemi Spoutnik Aktivni - (ru) Управляемый Спутник Активный c'est-à-dire Satellite de reconnaissance actif) plus connu sous son appellation occidentale RORSAT (pour Radar Ocean Reconnaissance Satellite) est une famille de satellites militaires soviétiques lancés entre 1970 et 1988 qui disposaient d'un radar actif. Celui-ci était utilisé pour localiser les plus gros navires de l'OTAN afin, en temps de guerre, de pouvoir guider les missiles trans horizons lancés depuis des navires, des avions ou des sous-marins soviétiques. Pour fournir la grande quantité d'énergie nécessaire au fonctionnement du radar, les concepteurs avaient choisi d'installer un petit réacteur nucléaire plutôt que des grands panneaux solaires, pénalisants sur l'orbite terrestre basse (trainée). En fin de vie opérationnelle, le réacteur devait se détacher et être placé sur une orbite plus haute ( 800–1 000 km) pour repousser la date de leur rentrée atmosphérique de plusieurs centaines d'années. Mais plusieurs de ces satellites ont été victimes de défaillance et leurs réacteurs ont effectué une rentrée atmosphérique prématurée. Les contaminations radioactives résultantes ont déclenché des incidents internationaux dont le plus connu est celui lié au crash de Cosmos 954 au Canada. 

## Historique
Dans les années 1960, la marine de guerre soviétique subit une évolution majeure avec un quasi-abandon des navires de grande taille au profit de navires plus modestes - croiseurs, destroyers, patrouilleurs - équipés de missiles de croisière mer-mer à longue portée (500 km) et dotés de têtes nucléaires. Parmi ces missiles figurent par exemple le P-5 Pityorka développé par le bureau d'études OKB-52 dirigé par Vladimir Tchelomeï et entré en service opérationnel en 1959. Les responsables militaires soviétiques comptaient sur ces missiles pour contrebalancer l'écrasante supériorité de la flotte américaine. Mais pour que ces armes soient efficaces il fallait disposer d'un système permettant de localiser une cible qui la plupart du temps serait au-delà de la portée des radars des navires soviétiques. Des avions spécialisés équipés de radar (Tu-16 RT et Tu-95 RT) et même des hélicoptères (Ka-25 RT) sont mis au point et entrent en service opérationnel à partir de 1965. Mais ces aéronefs étaient vulnérables car ils pouvaient facilement être abattus par la défense anti-aérienne des flottes américaines.
L'OKB-52 de Tchelomeï avec l'aide des ingénieurs du bureau d'études KB-1 (en) spécialisé dans les systèmes de défense aérienne et dans les satellites anti-missiles définissent en 1959-1960 le cahier des charges d'un satellite pouvant se substituer aux aéronefs en dépistant les navires depuis l'espace. Selon ce cahier des charges, ce satellite doit disposer d'un radar pour pouvoir détecter les navires par tous temps, de jour comme de nuit, ainsi que d'un système d'écoute des émissions électromagnétiques. Son système de contrôle doit permettre de connaitre précisément son orbite et de modifier celle-ci sur commande. Il prévoit de développer pour les navires porte missiles un système capable de traiter les données collectées par le satellite et d'injecter directement les paramètres de la cible dans le système de guidage des missiles. Enfin il met en avant la nécessité de développer un lanceur capable de placer en orbite le satellite. Les deux aspects les plus critiques du système sont le caractère tous temps du système et sa capacité à fournir des données suffisamment récentes car la vitesse de déplacement des navires ennemis rend rapidement les données caduques.
Tchelomeï est un des favoris du dirigeant soviétique de l'époque Nikita Khrouchtchev. Il présente un projet de développement du satellite conçu sur la base du cahier des charges établi avec le KB-1. Le satellite doit être placé en orbite par un nouveau lanceur basé sur son missile UR-200 capable de placer 4 tonnes en orbite basse. Le projet est accepté officiellement en juin 1962. Il comporte de nombreux points communs avec le projet de satellite anti-satellite IS développé par KB-1. La chute de Khrouchtchev en 1964 entraîne celle de son favori Tchelomei. Le bureau d'études KB-1 reprend la tête du projet dont l'OKB-52 n'est désormais plus qu'un sous-traitant. Le département du KB-1 qui est chargé de ce développement et qui est dirigé par Anatoli Savin deviendra autonome en 1973 et prendra l'appellation OKB-41. La disgrâce de Tchelomeï entraîne l'abandon du projet de lanceur basé sur l'UR-200 au profit d'une fusée développée à partir du missile balistique R-36. Deux pas de tir sont construits à Baïkonour pour ce nouveau lanceur baptisé Tsiklon-2 (le chiffre indique le nombre d'étages). À la suite de l'adoption du nouveau lanceur moins puissant que celui envisagé, les ingénieurs soviétiques décident de diviser la charge utile en développant deux types de satellite pour réduire la masse à placer en orbite : l'US-A (plus connu sous son appellation occidentale RORSAT) emporte le radar prévu tandis que la charge utile de l'US-P est constituée par les équipements d'écoute radio. L'institut de recherche TsNII-108 est chargé de développer les deux charges utiles. 

## Caractéristiques techniques
Le satellite US-A est un engin cylindrique de 10 mètres de long pour 1,3 mètre de diamètre pour une masse de 3,8 tonnes. Le réacteur avec son système de propulsion est long de 5,8 mètres pour une masse de 1 250 kg. Le satellite dispose d'un radar actif à balayage électronique disposant de deux antennes situées de part et d'autre du corps du satellite et parallèles à celui-ci. 

### Le réacteur nucléaire

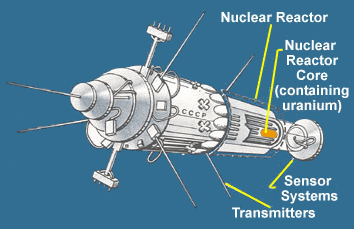
Schéma d'un satellite RORSAT (vue d'artiste)

L'énergie électrique du satellite RORSAT est fournie par un réacteur nucléaire à neutrons rapides de 50 cm de haut dont le combustible est constitué par 37 barres d'uranium 235 enrichi à 90 %. La structure du réacteur est réalisée en acier sans étain. La masse totale d'uranium est de 30 kg. Le réflecteur qui entretient la fission est en béryllium. Le réacteur est refroidi par un circuit dans lequel coule un alliage eutectique de sodium et de potassium (NaK). La chaleur est convertie en électricité par des couples thermoélectriques. Le réacteur fournit 5 kW. Le satellite réalise sa mission sur une orbite basse de 280 km avec une inclinaison de 65°. En fin de vie, c'est-à-dire au bout de 2 à 4 mois, le réacteur nucléaire est placé sur une orbite de rebut qui donne le temps à la radioactivité de décroitre avant que le satellite effectue une rentrée atmosphérique. À partir de 1978 cette orbite est de 1 000 km et la rentrée atmosphérique doit avoir lieu dans environ 600 ans.

## Lancements
Tous les US-A sont lancés par une fusée Tsiklon-2.

### US-A Test
Avant la mise en service des RORSAT, cinq satellites de tests (US-A Test) ont été lancés de 1965 à 1969. Ces satellites, qui ne sont pas équipés d'un générateur nucléaire, ont pour objectifs de tester tous les autres composants.
| Satellite  | Date de lancement | Remarque                                    |
| ---------- | ----------------- | ------------------------------------------- |
| Cosmos 102 | 27 décembre 1965  | Lancé par Soyouz/Vostok, lanceur provisoire |
| Cosmos 125 | 20 juillet 1966   | Lancé par Soyouz/Vostok                     |
| Cosmos 198 | 27 décembre 1967  |                                             |
| Cosmos 209 | 22 mars 1968      |                                             |
| Cosmos 265 | 25 janvier 1969   | Échec au lancement                          |

### US-A
Sur les 32 lancements qui se sont étalés de 1970 à 1988, deux satellites ont effectué une rentrée atmosphérique - Cosmos 954 et Cosmos 1402 - tandis que Cosmos 1900 victime d'un dysfonctionnement a pu être placé sur son orbite de parking .

### Sources et bibliographie
- (en) Asif Siddiqi, « Staring at the sea : the soviet RORSAT and EORSAT programmes », Journal of the Bristish Interplenanetary Society, vol. 52, nos 11/12,‎ novembre/décembre 1999, p. 397-416 (lire en ligne)